# Kishiwada

Kishiwada (岸和田市 Kishiwada-shi?) este un municipiu din Japonia, prefectura Osaka.